# Raúl Reyes
Luis Edgar Devia Silva, més conegut pel nom de guerra Raúl Reyes, (La Plata, Huila, 30 de setembre de 1948 - Santa Rosa de Yanamaru, Equador, 1 de març de 2008) va ser un guerriller i rebel colombià, membre del Secretariat, portaveu i assessor del Bloc del Sud de les Forces Armades Revolucionàries de Colòmbia, grup qualificat per la Unió Europea, Estats Units, OEA, ONU, i altres països com terrorista. Abans d'unir- se a les FARC va ser sindicalista i polític local.
Va morir en territori equatorià a causa d'una incursió a un dels seus campaments realitzat per forces de seguretat colombianes. Va morir dessagnat a causa de l'amputació de la cama soferta quan, fugint del bombardeig, va ser víctima d'una mina antipersona. L'operatiu que va conduir a la mort de Reyes va desencadenar una controvèrsia internacional entre Colòmbia i l'Equador, principalment, igual que entre Colòmbia i Veneçuela. La crisi es va deure a la violació del dret internacional i la sobirania del territori equatorià.